# Alliage à haute entropie
Pour les articles homonymes, voir HEA et Alliage (homonymie).

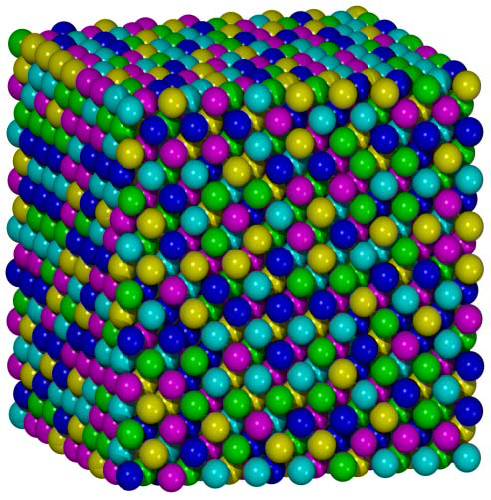
Modèle de la structure de l'alliage à haute entropie CoCrFeMnNi.

Un alliage à haute entropie (aussi appelé alliage à forte entropie, alliage multi-élémentaire ou encore alliage à composition complexe; high-entropy alloys (HEA) en anglais) est un alliage constitué d'au moins cinq métaux en proportion proche d'équimolaire (en général entre 5 et 35 %). L'entropie élevée de ces alliages stabilise leur solution solide vis-à-vis des composés intermétalliques. Leur intérêt réside dans les propriétés mécaniques intéressantes qui peuvent être obtenues grâce à une telle microstructure.
L'alliage à haute entropie le plus connu est l'alliage de Cantor (Fe20Co20Cr20Mn20Ni20).

## Historique
La première trace d'étude d'alliage multi-élémentaire à au moins cinq constituants date du XVIIe siècle par le chimiste et métallurgiste allemand Franz Karl Achard dans son livre "Recherches sur les Propriétés des Alliages Métalliques", dans lequel il décrit les propriétés physiques de plus de 900 alliages composés de 11 métaux différents. Malheureusement, ce travail fut ignoré par la communauté scientifique de l'époque et ne fut redécouvert qu'en 1963 par Cyril Stanley Smith.
À la fin du XXeme siècle, deux groupes de chercheurs ont indépendamment publié un article sur un nouveau type d'alliage qu'ils nomment "High entropy alloys". Brian Cantor mis au point l'alliage (appelé par la suite "Cantor Alloy"), et remarqua que cet alliage formait une seule et unique phase composée des 5 constituants. Cela allait à l'encontre de la croyance de l'époque, qui pensait qu'un alliage avec des composants en proportions plus ou moins similaires formerait plusieurs phases distinctes. Jien-Wei Yeh mena des recherches similaire sur un alliage  et remarqua aussi la formation d'une seule et même phase.

## Particularités
Les alliages métalliques classiques comprennent un ou deux composants principaux avec de plus petites quantités d'autres éléments. Par exemple, des éléments supplémentaires peuvent être ajoutés au fer pour améliorer ses propriétés, créant ainsi un alliage à base de fer. L'acier en est un exemple notable où le fer compose généralement plus de 90 % de l'alliage.
Contrairement aux alliages classiques, les alliages à haute entropie sont constitués d'au moins cinq métaux en proportion proche d'équimolaire. Cela leur confère une entropie de mélange plus élevée, qui stabilise la solution solide.
Des recherches ont montré que certains HEA présentaient un rapport résistance / poids considérablement supérieur, avec un degré de résistance à la rupture, une résistance à la traction et une résistance à la corrosion et à l'oxydation supérieurs à ceux des alliages classiques. Bien que les HEA existent déjà avant 2004, la recherche s’est considérablement accélérée au cours des années 2010.
Typiquement, lorsque l'on ajoute un élément à un alliage quelconque, il en résulte une complexification du solide formé dû au plus grand nombre de phases disponibles. Il est alors attendu que plusieurs de ces phases soient des microstructures qui seraient souvent assez fragiles. Or, la haute entropie de mélange des alliages à haute entropie permet la formation de structures simples et donc réduit grandement le nombre de phases disponibles. Cette caractéristique est capitale afin d'obtenir de larges domaines et de développer des applications intéressantes pour l'industrie.

## Définition
La définition exacte reste encore aujourd'hui assez floue malgré la forte augmentation du nombre de recherches sur le sujet.
Historiquement, la première définition est basée sur la composition chimique. L’alliage doit être constitué de cinq métaux ou plus en proportion proche d’équimolaire, c'est-à-dire entre 5 et 35%.
Une deuxième définition, se basant sur l'entropie configurationnelle, est également considérée. L'entropie de mélange se calculant grâce à la formule de Boltzman :
{\displaystyle \Delta S_{mix}=-R\sum _{i=1}^{N}c_{i}\ ln\ c_{i}}
avec R la Constante universelle des gaz parfaits, N le nombre de constituants et ci la concentration molaire du constituant i.
Ainsi, on distinguera  trois niveaux d'entropie :
- Basse entropie lorsque {\displaystyle \Delta S_{mix}<0.69R}.
- Moyenne entropie lorsque {\displaystyle 0.69R<\Delta S_{mix}<1.61R}.
- Haute entropie lorsque {\displaystyle \Delta S_{mix}>1.61R}.

Cependant, ces deux définitions ne sont pas compatibles. Un alliage non équimolaire constitué de 5 éléments entre 5 et 35% sera considéré comme étant à haute entropie selon la première définition et à moyenne entropie selon la deuxième puisque son entropie de mélange sera inférieure à 1.61R

## Quatre particularités
En raison de leur composants multiples, les alliages à haute entropie présentent des effets de base différents des alliages traditionnels, constitués d'un ou deux éléments. Ces effets sont appelés « les quatre effets principaux des HEAs » et sont à l'origine de nombreuses microstructures et propriétés particulières des HEA. Les quatre effets principaux sont l'effet de haute entropie, la distorsion sévère du réseau, la diffusion lente et les effets cocktail.

### Effet de haute entropie
L'effet de haute entropie est le plus important car il peut favoriser la formation de solutions solides et rendre la microstructure beaucoup plus simple que prévu. Les connaissances antérieures prévoyaient que les alliages multi-composants auraient de nombreuses interactions entre les éléments et formeraient ainsi de nombreux types de composés binaires, ternaires et quaternaires et/ou de phases ségrégées. Par conséquent, ces alliages devraient posséder une structure complexe et fragile par nature. Cette attente néglige en fait l'effet de l'entropie élevée. En effet, selon la deuxième loi de la thermodynamique, l'état ayant l'énergie libre de Gibbs de mélange la plus faible {\displaystyle \Delta G_{mix}=\Delta H_{mix}-T\Delta S_{mix}} parmi tous les états possibles serait l'état d'équilibre. Les phases élémentaires composé d'un élément ont une faible enthalpie de mélange ({\displaystyle \Delta H_{mix}}) et une faible entropie de mélange ({\displaystyle \Delta S_{mix}}), et les phases composées d'un ou deux éléments ont une grande {\displaystyle \Delta H_{mix}} mais petite {\displaystyle \Delta S_{mix}}; d'autre part, les phases de solution solide contenant plusieurs éléments ont une {\displaystyle \Delta H_{mix}} moyenne et une {\displaystyle \Delta S_{mix}} élevée. Par conséquent, les phases de solution solide deviennent très compétitives pour l'état d'équilibre et plus stables, en particulier à haute température.

### Effet de distorsion sévère du réseau

Schéma montrant l'importante distorsion de réseau dans le réseau BCC à cinq composants.

Étant donné que l'on trouve généralement dans les HEA des phases de solution solide avec plusieurs éléments principaux, le concept de structure cristalline conventionnelle est étendu d'une base à un ou deux éléments à une base à plusieurs éléments. Chaque atome est entouré de différents types d'atomes et subit donc des déformations et des contraintes de réseau, principalement en raison de la différence de taille des atomes. Mais outre la différence de taille des atomes, les différences d'énergie de liaison et de tendance de la structure cristalline entre les éléments constitutifs peuvent provoquer une distorsion du réseau encore plus importante, car des liaisons et une structure électronique non symétriques prennent place entre un atome et ses premiers voisins. Cette distorsion serait à l'origine de certains comportements mécaniques, thermiques, électriques, optiques et chimiques des HEA. Ainsi, la distorsion globale du réseau serait plus importante que dans les alliages traditionnels dans lesquels la plupart des atomes de la matrice ont le même type d'atomes que ceux qui les entourent.

### Effet de diffusion lente
Comme expliqué dans la dernière section, un HEA contient principalement des solutions solides aléatoires et/ou des solutions solides ordonnées. Leurs matrices peuvent être considérées comme des matrices de solides entiers. Dans les HEA, ces matrices de diffusion sont entourées d'atomes d'éléments différents et ont donc une énergie potentielle de réseau (EPR) spécifique. Cette grande fluctuation de l'EPR entre les sites du réseau conduit à des sites à faible EPR qui peuvent servir de pièges et entraver la diffusion atomique. C'est ce qui explique l'effet de diffusion lente.

### Effet cocktail
L'effet cocktail consiste en l'amélioration des propriétés par au moins cinq éléments majeurs. Les HEA pouvant comporter une ou plusieurs phases, l'ensemble des propriétés provient de la contribution globale des phases constitutives. En outre, chaque phase est une solution solide et peut être considérée comme un composite dont les propriétés proviennent non seulement des propriétés de base des constituants selon la règle du mélange, mais aussi des interactions entre tous les constituants et de la forte distorsion du réseau. L'effet cocktail prend en compte l'effet des phases multicomposantes à l'échelle atomique et des composites multiphases à l'échelle micro.

## Types d'alliages
Il existe de nombreux types de HEA. Les plus connus sont les HEA constitués de métaux de transition provenant de la quatrième ligne du tableau périodique (du Ti au Cu par exemple). Ils ont généralement une structure cubique à faces centrées et ont des propriétés mécaniques relativement faibles et une ductilité élevée. Une autre famille de HEA notable est celle composée d'éléments réfractaire (Ti-V-Nb-W-Ta-Mo) qui possède une structure cubique centrée et des résistances mécaniques élevées à haute température.

### Alliage de Cantor
L'alliage de Cantor est l'alliage à haute entropie le plus connu et le plus étudié tirant son nom de l'auteur de la publication qui y fait référence. Il possède la composition suivante : Fe20Co20Cr20Mn20Ni20
Il s'agit d'un alliage monophasé, comportant la structure cubique à faces centrées lui donnant une résistance mécanique plutôt faible et une plasticité élevée. Une caractéristique notable de cet alliage est son comportement aux températures cryogéniques. Une fois refroidi à 77K, des essais de traction montrent qu'une augmentation simultanée de la limité élastique et de la ductilité sont observées. Ce comportement est lié à l'activation d'un nouveau mécanisme de déformation appelé TWIP (twinning induced plasticity en anglais) qui entraîne l'apparition de macles. Ces macles permettent de réduire la taille effective des grains en les scindant en plusieurs morceaux ce qui augmente l'écrouissage et retarde l'apparition de la striction.

## Propriétés
Les alliages à haute entropie font l’objet d’une attention particulière en science des matériaux et en ingénierie, car ils présentent des propriétés mécaniques prometteuses, notamment par leur dureté et leur ténacité à basse et à haute températures.